# Перстень Ганни Барвінок
«Перстень Ганни Барвінок» — історичний роман українського письменника Івана Корсака, опублікований в 2015 році київським видавництвом «Ярославів Вал».
В романі автор знову звертається до історичного минулого і зосереджує увагу на  імена славетних постатей, які навік вписані в сторінки буття українського народу. Цього разу перо письменника вимальовує  непрості долі  Ганни Барвінок та Пантелеймона Куліша: їх почуття, їх стосунки, їх життя... 
«Ті імена світять нам крізь мліч далеких років, і то не байдуже світло, що вихолонуло у більш ніж столітнім путі, воно зігріває й досі наші серця. Саме ці імена ставили українську літературу в один ряд з найкращою європейською. Святі і грішні, великі в подвижництві своєму й кумедні у дріб’язку буднів, – мають перед нами постати такими, якими насправді були. І це не применшить їх величі…», - говорить автор.

## Зміст книги
Нема